# Pellenes tharinae
Pellenes tharinae là một loài nhện trong họ Salticidae.
Loài này thuộc chi Pellenes. Pellenes tharinae được Wanda Wesołowska miêu tả năm 2006.